# Ecnomus serratus
Ecnomus serratus är en nattsländeart som beskrevs av Georg Ulmer 1930. Ecnomus serratus ingår i släktet Ecnomus och familjen trattnattsländor. Inga underarter finns listade i Catalogue of Life.